# Kanton Héricourt-Ouest
Kanton Héricourt-Ouest (francouzsky Canton de Héricourt-Ouest) je francouzský kanton v departementu Haute-Saône v regionu Franche-Comté. Tvoří ho 16 obcí.

## Obce kantonu
- Belverne
- Champey
- Chavanne
- Chenebier
- Coisevaux
- Courmont
- Couthenans
- Étobon
- Héricourt (západní část)
- Lomont
- Saulnot
- Tavey
- Trémoins
- Verlans
- Villers-sur-Saulnot
- Vyans-le-Val